# Tribunal Supremo de Australia
El Tribunal Supremo de Australia (en inglés: High Court of Australia; lit: 'Alta Corte de Australia') es el tribunal de más alta jerarquía de Australia. Ejerce la jurisdicción original y de apelación en asuntos especificados en la Constitución australiana. 
Este poder fue establecido tras la aprobación de la Judiciary Act 1903. Su autoridad se deriva del capítulo III de la Constitución australiana, que le confiere la responsabilidad del poder judicial de la Mancomunidad. Entre los instrumentos jurídicos importantes relacionados con la Corte Suprema se encuentran la Judiciary Act 1903 y la High Court of Australia Act 1979.
La sala del Tribunal está compuesta por siete jueces, incluido el juez presidente, actualmente Susan Kiefel AC. Los jueces de la Corte Suprema son nombrados por el gobernador general con el asesoramiento del primer ministro y son nombrados de forma permanente hasta su jubilación obligatoria a la edad de 70 años, a menos que se retiren antes. 
La sede del ente ha permanecido en Canberra desde 1980, después de la construcción de un edificio para el Tribunal, ubicado en el Triángulo Parlamentario y con vista al lago Burley Griffin. Las sesiones de la Corte anteriormente alternaban entre las capitales de los estados, particularmente Melbourne y Sídney; la Corte continúa sesionando regularmente fuera de Canberra.